# Massey Ferguson 65
Le Massey Ferguson 65 (MF65) est un tracteur agricole produit de 1958 à 1964 par Massey Ferguson.

## Éléments techniques
- Moteur : Perkins 4-A-2-192, plus tard Perkins 4 A 203 D, moteur diesel 4 cylindres à 4 temps
- Puissance moteur : 50-53 ch à 2 000 tr/min
- Transmission/vitesse : 6 avant, vitesse maximale 18-30 km/h. 2 marches arrière, vitesse maximale 9-14 km/h.
- Réservoir de carburant : 50-65 litres.
- Poids : 2 180-2 230 kg